# Agustín Javier Gómez
Agustín Javier Gómez (Luján, Argentina, 5 de febrero de 1983) es un futbolista argentino que juega de arquero. Actualmente está sin equipo.

## Clubes
| Club              | País      | Año         |
| ----------------- | --------- | ----------- |
| Nueva Chicago     | Argentina | 2003 - 2004 |
| Villa Dálmine     | Argentina | 2004 - 2005 |
| Nueva Chicago     | Argentina | 2005 - 2007 |
| Quilmes           | Argentina | 2007 - 2008 |
| Atlanta           | Argentina | 2008 - 2009 |
| Nueva Chicago     | Argentina | 2009 - 2011 |
| Villa Dálmine     | Argentina | 2012 - 2014 |
| Deportivo Morón   | Argentina | 2014        |
| Almagro           | Argentina | 2015 - 2016 |
| Atlanta           | Argentina | 2016 - 2017 |
| Barracas Central  | Argentina | 2017 - 2018 |
| Deportivo Riestra | Argentina | 2018 - 2019 |
| Camioneros        | Argentina | 2019 - 2021 |